# Ordine dei Territori del Nord-Ovest
L'Ordine dei Territori del Nord-Ovest è un ordine cavalleresco del territorio dei Territori del Nord Ovest, in Canada.

## Storia
L'Ordine è stato creato nel 2013 ed è la più alta onorificenza che può essere conferita dal governo dei Territori del Nord-Ovest. Onora gli attuali ed ex residenti nel territorio che hanno servito con grande distinzione ed eccellendo in qualsiasi campo di attività a beneficio della gente dei Territori del Nord-Ovest e di altri. Il commissario dei Territori del Nord-Ovest è membro dell'ordine in virtù della sua posizione e funge da cancelliere dell'ordine.
L'Ordine è stato assegnato per la prima volta il 7 ottobre 2015  e per i primi due anni ha potuto essere assegnato a un massimo di dieci persone. Negli anni successivi può essere assegnato a non più di tre persone all'anno.

## Classi
L'Ordine dispone nell'unica classe di membro che dà diritto al postnominale ONWT.

## Insegne
- Il nastro dell'ordine è bianco con due strisce blu ai lati e una rossa più sottile al centro.

## Elenco degli insigniti
Di seguito è riportato l'elenco dei membri dell'ordine:
Commissari, cancellieri e membri ex officio
- George Tuccaro (2015)
- Margaret Thom (2017)

2015
- Bruce Green
- Lucy Jackson
- Sonny MacDonald
- Gino Pin
- Ruth Spence
- Dott. John B. Zoè

2016
- Nellie Cournoyea
- Jan Stirling
- Anthony W. J. Whitford
- Dott. Marie Wilson

2017
- Paul Andrew
- Fred Carmichael
- Russell King
- Linda Koe
- Jeff Philipp
- Tom Zubko

2018
- Les Carpenter
- Sharon Firth
- Lillian Elias